# Dassault Étendard VI
L'Étendard VI est un prototype d'avion de chasse français fabriqué par Dassault dans les années 1950. Il a été conçu en réponse à un appel d'offres de l'OTAN pour un avion de chasse léger destiné à équiper ses différentes forces aériennes.

## Conception
En avril 1954, l'OTAN lance un programme nommé LWTSF (Light Weight Tactical Strike Fighter), décrit par la spécification NBMR-1 — pour NATO Basic Military Requirement 1 (en français : Nécessité militaire basique no 1 de l'OTAN) — destiné à fournir un chasseur léger polyvalent à ses différentes forces aériennes. Les constructeurs se voient imposer l'utilisation du réacteur Bristol Siddeley Orpheus, dont l'OTAN a financé le développement.
Dassault lance alors deux projets très proches désignés Mystère XXIV et Mystère XXVI : le premier est propulsé par un Snecma Atar 101 et le second par un Bristol Orpheus 3. Redésignés Étendard IV et Étendard VI, ces projets sont présentés au concours.
Durant l'été 1954, l'OTAN annonce que trois projets sont retenus : l'Aeritalia G-91, le Breguet Br.1001 Taon et l'Étendard VI. Un prototype de chaque avion est commandé. Celui de l'Étendard VI fait son premier vol le 15 mars 1957. Les performances se révélèrent correctes mais insuffisantes pour concurrencer l'Aeritalia G-91 qui est désigné vainqueur en 1958.
Les deux prototypes de l'Étendard VI sont alors utilisés pour la mise au point de certains systèmes destinés à l'Étendard IV.

### Développement lié
- Étendard II
- Étendard IV
- Super Étendard

### Aéronefs comparables
- Breguet Taon
- Aeritalia G-91
- F-5 Freedom Fighter